# Mitjorn
|  | Per a altres significats, vegeu «Migjorn». |

Mitjorn fou una revista mensual literària noucentista publicada a Mallorca en català des del gener de 1906 al juny de 1907. Principal publicació cultural del seu temps a les Balears, la dirigiren Miquel Ferrà i Juan i Llorenç Riber. Fou la plataforma mitjançant la qual els joves noucentistes mallorquins prengueren el relleu dels modernistes. Informà tant de la vida cultural a Mallorca com al Principat de Catalunya i reproduí texts s'autors de tots dos territoris. Miquel Costa i Llobera hi feu de pont entre territoris i entre generacions. Els escriptors principals i que més hi publicaren foren, com a representants mallorquins de les generacions anteriors, Maria Antònia Salvà, Miquel Costa i Llobera, Joan Rosselló de Son Forteza i Josep Maria Tous i Maroto. De la generació posterior, Gabriel Alomar, Jaume Bofill i Mates, Josep Carner, Josep Maria López-Picó, Llorenç Riber i Salvador Galmés i Sanxo. Hi publicaren algun text Joan Alcover, Miquel dels S. Oliver, Joaquim Ruyra i Antoni Rubió i Lluch. També s'hi troben obres d'autors menors com Joan Aguiló, Vicent Balanzó, Andreu Ferrer i Ginart, Maria Josepa Penya i Emília Sureda, ja traspassada. A més de texts noucentistes, se n'hi troben de costumistes, de la literatura popular i tradicional i etnogràfics, com algun d'Antoni M. Alcover; dins aquesta línia, Mitjorn dedicà un número a Pere d'Alcàntara Peña i Nicolau en el seu traspàs (1906).